# Obelisc

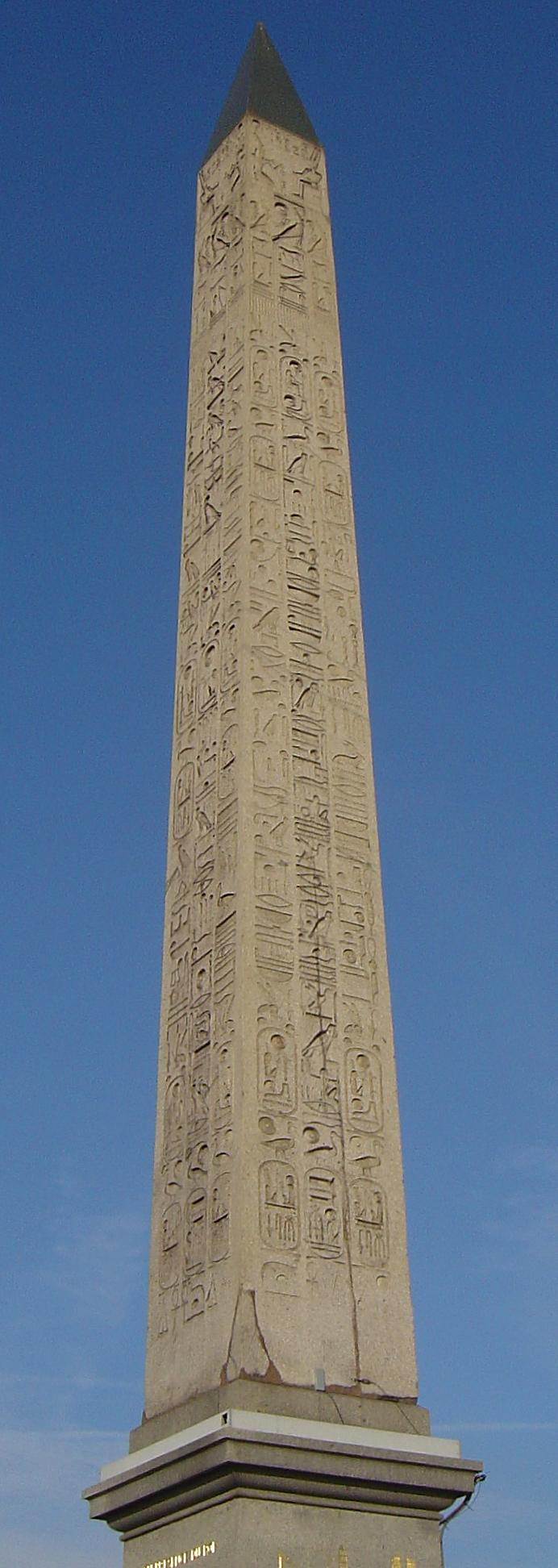
Obelisc de Luxor a París.

Un obelisc és un monument de pedra amb forma de pilar o columna, de secció quadrada, amb quatre cares trapezoidals iguals, lleugerament convergents, rematat superiorment amb una petita piràmide denominada piramidó. El mot obelisc deriva del grec obeliskos, que és el diminutiu d'obelos i significa agulla.
Generalment, s'erigien sobre una base de pedra prismàtica. Els antics obeliscs es van tallar d'un sol bloc de pedra (monòlits). El primer del qual es té notícia és datat a l'època d'Userkaf, faraó de la dinastia V d'Egipte (2400 aC). Es desconeix com eren erigits aquests monuments perquè no hi ha cap documentació egípcia descrivint el mètode emprat.

## Els obeliscs egipcis
| « | Segle XVI Ac: un vaixell egipci surt de Siene (avui Assuan), ciutat de l'Alt Egipte, en els confins d'Etiòpia, i baixa pel Nil vers a Karnak, portant una càrrega realment excepcional: dos enormes blocs de sienita. Aquests blocs tenen una alçària de quasi 22 m una base de 2 m² i pesen 143 tones cadascú. Per ordre del faraó Tuthmosis I, han de ser elevats als costats del gran temple de Karnak. Aquests dos característics monuments i d'altres del mateix tipus, manats erigir per faraons, es poden admirar encara avui dia, i han estat anomenats obeliscs des de la més llunyana antiguitat. | » |

## Què són els obeliscs
Els obeliscs són monuments típics de l'art egipci; tenen, efectivament, una forma elegant i delicada. Disposen d'una base quadrangular i acaben en la part superior amb una punta piramidal. Generalment, aquesta punta estava coberta per una làmina d'or, o bé per un aliatge de plata i or. Els raigs del sol, en caure sobre aquests revestiments metàl·lics, produïen meravelloses resplendors. La pedra en què es tallaven els obeliscs era la sienita (roca vermella, de feldespat, amfíbol i un xic de quars), anomenada així perquè s'extreia de les pedreres de Siene, avui Assuan. Altres vegades s'utilitzava el basalt, de color gris obscur, que els donava una aparença menys vistosa.

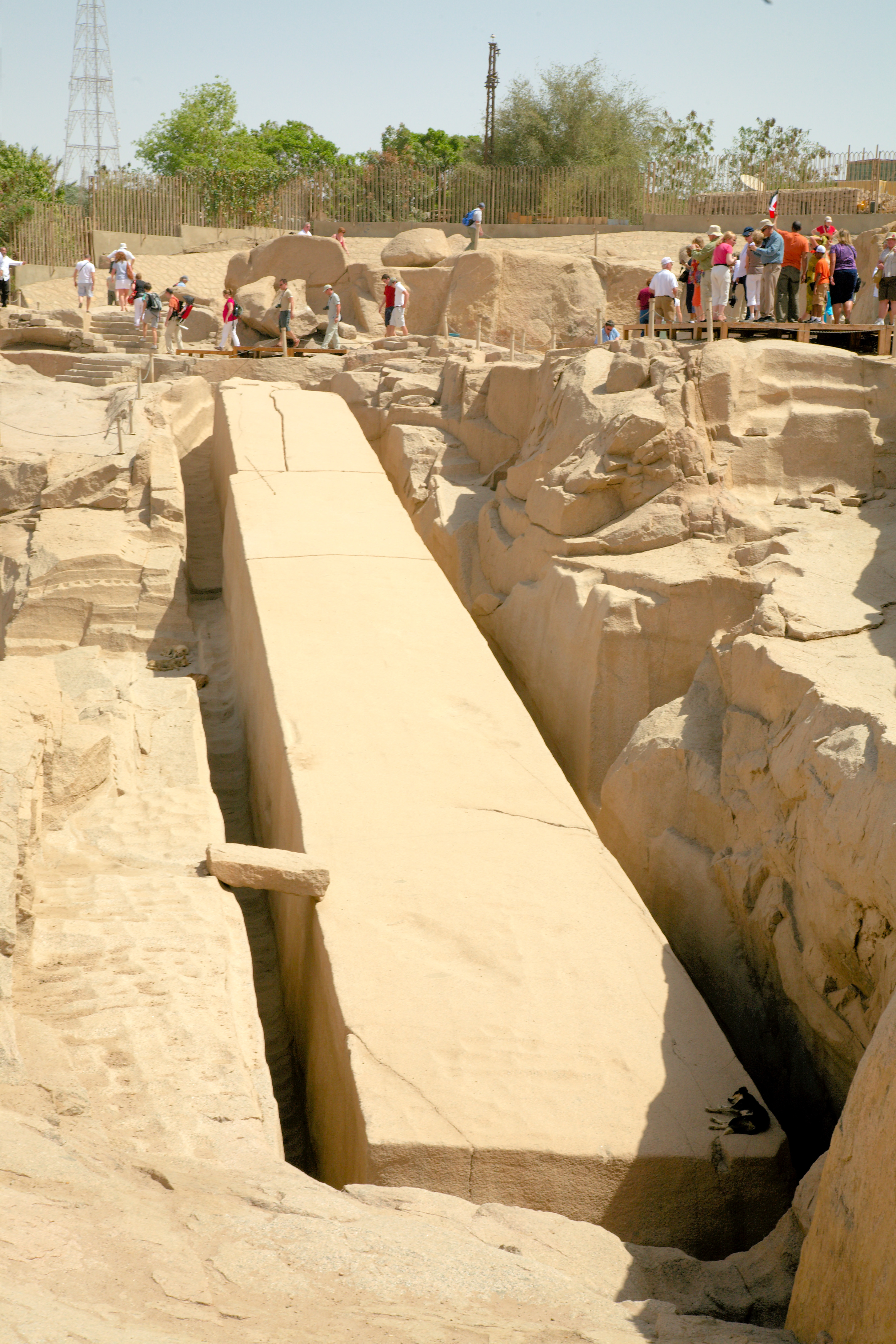
Obelisc inacabat d'Assuan.

Les dimensions dels obeliscs eren diverses. El més alt que es coneix és el que ha restat inacabat a les pedreres d'Assuan i té una alçària de 41,71 m. El més baix no passa dels dos metres.
Aparentment, els obeliscs tenien només una funció decorativa. Els faraons els feien erigir, en general, a l'entrada dels temples. Algunes vegades, sobre l'obelisc, s'hi gravaven inscripcions que indicaven a quina divinitat estava dedicat, o bé l'esdeveniment polític o dinàstic pel qual havia estat erigit.

## Com s'obtenien
El gran obelisc que ha restat sense acabar a les pedreres d'Assuan va revelar la tècnica usada pels egipcis per a obtenir semblants monuments. En primer lloc, s'asseguraven que la roca, de la qual es tallaria l'obelisc, no presentés cap defecte (cascadures, fissures, etc.); després, amb potents raigs d'aigua, polien perfectament la roca.
Després d'aquestes primeres operacions, anivellaven curosament la superfície de la roca. Per això, usaven pedres especials molt dures, de 4 o 5 quilos de pes cadascuna, que trobaven en algunes valls desertes d'Egipte. Desbastada la roca, s'hi traçava el contorn de l'obelisc, i al voltant d'aquest s'excavava una fosa. A aquesta fosa, baixaven a treballar els esclaus, que tenien al seu càrrec un treball llarg i penós: fregar la roca amb pedres rodones fins a allisar les cares laterals de l'obelisc. L'última cara era separada de la roca viva per mitjà de tascons de fusta introduïts per forats fets a intervals regulars. Els tascons, mullats sovint, es dilataven i trencaven la pedra.
A aquesta alçada dels treballs, una multitud d'esclaus –fins a 5.000- empraven gruixudes cordes i palanques per treure l'obelisc del forat format i col·locar-lo sobre tarimes especials recolzades en rodets. Amb aquest mitjà, l'obelisc era transportat fins al Nil, on se'l carregava en grans embarcacions per a ser portat a destinació.

## Com eren aixecats
Arribat al lloc on havia de ser erigit, es presentava el problema de col·locar verticalment l'obelisc sobre el bloc de pedra que li servia de pedestal.
Donada la mola del monument (s'ha de considerar que hi ha obeliscs que pesen 500 tones), la labor resultava força àrdua i plena de complicacions.
Les etapes successives de l'elevació d'un obelisc, segons una de les tècniques més probables usades pels egipcis eren:
- 1a. La part inferior de l'obelisc era recolzada en el pedestal sobre el qual seria elevat. L'obelisc era col·locat de manera que un cantó de la seva base pogués inserir-se en una acanaladora practicada al pedestal, perquè no rellisques mentre se l'aixecava. S'iniciava llavors la tasca d'anar col·locant-lo verticalment.L'obelisc d'Heliòpolis, el més antic que es coneix.

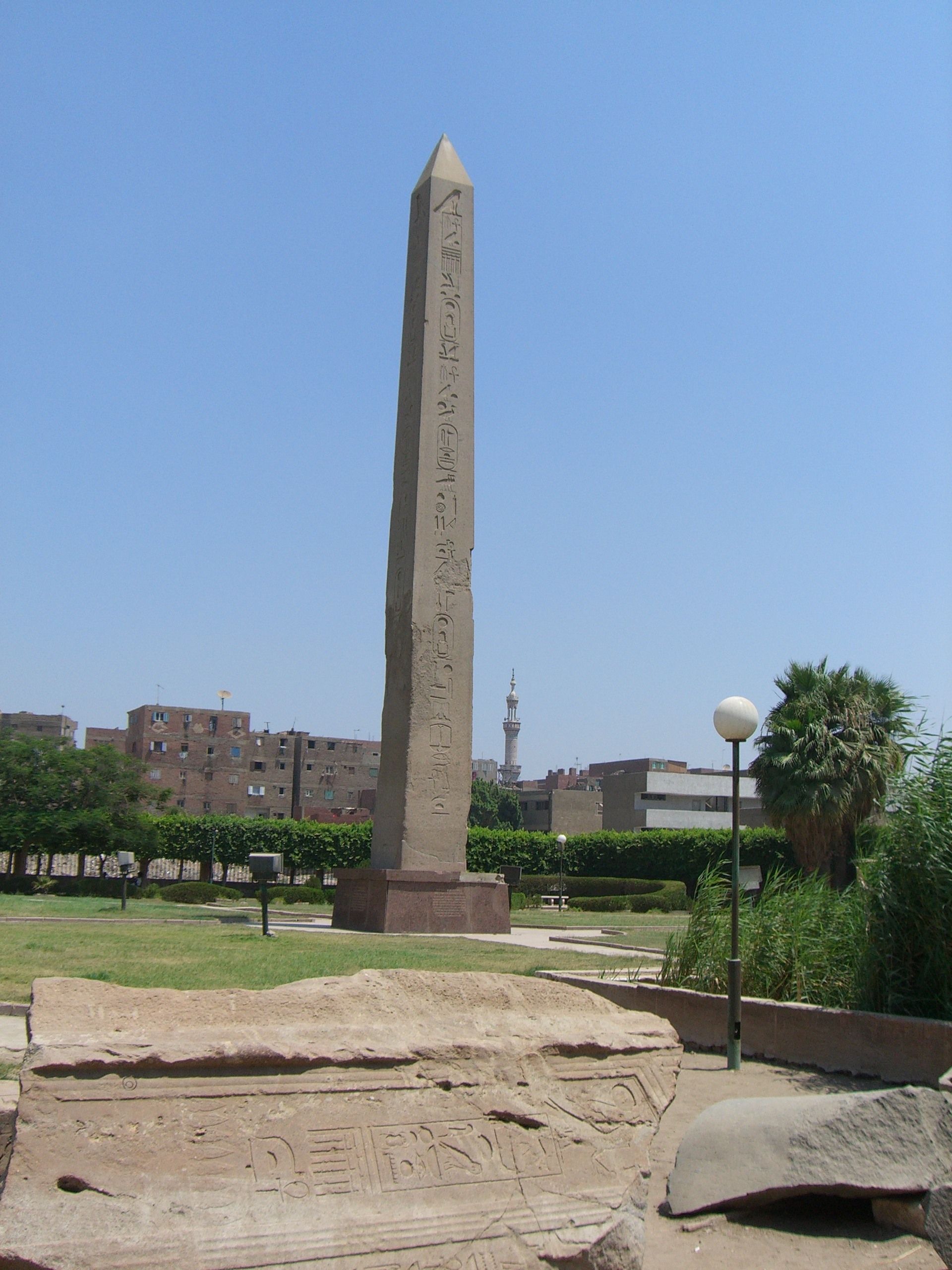
L'obelisc d'Heliòpolis, el més antic que es coneix.

- 2a. A mesura que l'obelisc era elevat, per mitjà de sogues, s'apilava material a sota (generalment, maons) i es formava un terraplè.
- 3a. En cert moment, el terraplè assolia una alçària tal que permetia col·locar l'obelisc verticalment sobre el pedestal.

## Obeliscs més famosos
Malgrat semblar que els obeliscs són típicament egipcis, en l'actualitat hi ha més obeliscs en altres països que a Egipte. Això és degut als dos motius següents: 1) alguns obeliscs foren portats fora del territori egipci per conqueridors estrangers; 2) d'altres han restat arruïnats a causa de terratrèmols o enfonsaments del subsòl.
Cal considerar que, a la ciutat de Karnak, de tretze grans obeliscs només en resten tres.
Dels grans obeliscs egipcis, són famosos els erigits per ordre de Tuthmosis I.
Una altra ciutat de l'antic Egipte on foren aixecats nombrosos obeliscs fou Heliòpolis. Prop d'aquesta ciutat es troba l'obelisc més antic que es coneix, construït 1.950 anys aC.
De gran valor per la delicadesa dels seus jeroglífics és l'obelisc de Luxor. Aquest obelisc fou erigit per ordre del faraó Ramsés II (segle xiii aC) junt amb un altre d'idèntic que avui es troba a París.
Quan els romans conqueriren Egipte (segle i aC) portaren a Roma nombrosos obeliscs. Allà foren oblidats fins al segle xvi. Entre 1586 (any en què el papa Sixte V ordenà que s'iniciessin els treballs de reparació dels obeliscs) i a finals del XVIII, molts d'aquest monuments foren aixecats en diverses places romanes.
També París, Londres, Nova York i Constantinoble presumeixen de tenir un obelisc egipci.
A Nova York, es troba l'obelisc bessó del que s'aixeca a Londres, sobre la riba del Tàmesi. Ambdós obeliscs, anomenats agulles de Cleòpatra, es remunten a més de 3.450 anys.